# Aventure
Aventure är ett musikalbum från 2012 av den svenska musikgruppen Kebnekajse.
Inspelningen gjordes i Silence studio i Koppom. Tekniker var Anders Lind och mixningen utfördes av Kenny Håkansson i Silence studio. Inspelningen är mastrad av Håkan Åkesson/Nutidstudio och exekutiv producent var Stefan Kéry. Albumet är utgivet på Subliminal Sounds (SUBCD 92).

## Låtlista
1. Snickar-Anders (4:53) Trad. arr. Mats Glenngård
2. Vallåt efter Britta Jansson (3:10) Trad. arr. Kenny Håkansson
3. Spelmannen (5:22) Musik & arr. Kenny Håkansson. Text: Dan Andersson
4. Aventure (8:15) Musik: Kebnekajse. Text: Hassan Bah
5. Svartbergstrollen (4:03) Trad. arr. Mats Glenngård
6. Vallåt efter Måns Olsson (4:02) Trad. arr.: Kebnekajse
7. Midsommarnattsdröm (4:06) Kaisa Abrahamsson, arr. Mats Glenngård
8. Tikli ja Tiira (4:08) Kenny Håkansson
9. Battery (6:23) Musik: Kebnekajse. Text: Hassan Bah

## Medverkande musiker
- Hassan Bah - jembas, tummpiano, congoma, sång
- Pelle Ekman - trummor, sång
- Mats Glenngård - violin, Yamaha electric violin, mandolin, gitarr, sång
- Kenny Håkansson - gitarr, sång
- Göran Lagerberg - bas
- Thomas Netzler - bas, sång